# How I'm Feeling Now
How I'm Feeling Now là album phòng thu thứ tư của nữ ca sĩ người Anh Charli XCX, được phát hành vào ngày 15 tháng 5 năm 2020. Chỉ cách tám tháng sau khi ra mắt LP trước đó, Charli (2019), album này được sáng tác và sản xuất trong vỏn vẹn sáu tuần, trong bối cảnh toàn cầu thực hiện giãn cách xã hội do đại dịch COVID-19. Với tinh thần “tự tay làm lấy”, How I’m Feeling Now là một sản phẩm mang tính tương tác cao với cộng đồng người hâm mộ của Charli. Album được dẫn dắt bởi ba nhà sản xuất chủ đạo: Charli XCX, A. G. Cook và BJ Burton.
How I'm Feeling Now bao gồm ba đĩa đơn: "Forever", "Claws" và "I Finally Understand". Cả ba đều được những phản hồi tích cực từ giới phê bình. Album nhận được nhiều lời tán dương khen ngợi từ các nhà phê bình, đặc biệt là về sự sáng tạo trong việc kết hợp giữa sáng tác nhạc pop và phong cách sản xuất âm nhạc điện tử mang tính chất thể nghiệm. How I'm Feeling Now ra mắt ở vị trí thứ 33 trên bảng xếp hạng UK Albums Chart, với doanh số tuần đầu tiên đạt 2.145 bản. Album còn được vinh dự đề cử vào danh sách rút gọn của giải Mercury Prize năm 2020.

## Bối cảnh
Ngày 13 tháng 9 năm 2019, Charli XCX phát hành album phòng thu thứ ba của cô, Charli. Nhân dịp kỉ niệm 1 tháng phát hành album, cô nhanh chóng thông báo rằng LP này sẽ không có phiên bản deluxe và đồng thời tiết lộ rằng cô đã bắt tay vào thực hiện một dự án mới. Đến ngày 24 tháng 11 năm 2019, Charli thông báo trên Twitter rằng cô dự định thu âm hai album mới trong năm 2020 và phát hành cả hai trước 2021. Khi đại dịch COVID-19 bùng nổ, ngày 18 tháng 3 năm 2020, cô bắt đầu một chuỗi livestream tự cách ly với sự tham gia của các nghệ sĩ như Diplo, Clairo và Rita Ora.
Đến ngày 3 tháng 4 năm 2020, một tệp PDF chứa thông tin về album bị rò rỉ trên các nền tảng Reddit và LanaBoards. Ban đầu, nhiều người cho rằng đây chỉ đơn giản là một trò đùa, nhưng tính xác thực của nó đã được khẳng định khi file này tiết lộ tựa đề của album, và sau khi Charli XCX và Atlantic Records đã tweet lại hình ảnh của tệp tin sau khi nó được đăng tải trên tài khoản Fckyeahcharli trên Twitter
Chỉ ba ngày sau đó, Charli chính thức thông báo trong một cuộc gọi Zoom công khai với người hâm mộ rằng cô đang thực hiện một dự án mới có tên How I'm Feeling Now. Charli cho biết: “Album này sẽ phản ánh đúng tinh thần của thời đại, bởi tôi chỉ có thể sử dụng những công cụ sẵn có để tạo ra tất cả âm nhạc, hình ảnh, và video, mọi thứ.” Dự án được thực hiện với tinh thần cộng tác cùng với những người hâm mộ. Charli đã tổ chức các buổi gọi Zoom để chia sẻ các bản demo, trao đổi với những nhà sản xuất và lắng nghe ý kiến của fan về các bài hát, bìa album, cũng như là đĩa đơn. Một trong những người cộng sự đồng hành với cô trong dự án này bao gồm A. G. Cook và BJ Burton. Cô cũng đã đặt ra ngày phát hành cho album là vào ngày 15 tháng 5.
Đến ngày 30 tháng 4 năm 2020, Charli công bố tên những ca khúc tiềm năng cho album trên Twitter. Hai tuần sau, vào ngày 13 tháng 5, cô công bố danh sách những ca khúc cùng ảnh bìa chính thức cho album, chỉ vài ngày trước khi album được chính thức ra mắt vào ngày 15 tháng 5.

## Nhạc và đề tài
Đây được coi là "album thời kỳ cách ly" của Charli XCX. Do đại dịch COVID-19 toàn cầu, cô đã thu âm toàn bộ dự án tại nhà, với sự hỗ trợ trực tuyến từ bạn bè và những nhà sản xuất âm nhạc. Về mặt ca từ, Charli gọi đây là "dự án lạc quan nhất từ trước đến nay" của cô. Cô cũng kêu gọi người hâm mộ gửi các con beat và hỗ trợ cô trong những phần khác của dự án. Charli còn thông báo rằng cô sẽ livestream quá trình sản xuất album để bất cứ ai cũng có thể theo dõi. Ngày 7 tháng 4, Charli chia sẻ rằng tông màu và phần lớn ca từ của album sẽ xoay quanh mối quan hệ của cô với người bạn trai lúc bấy giờ, Huck Kwong. Đến ngày 13 tháng 5, Charli đã bàn luận về album này trên Instagram, cô viết:
"Tôi chẳng thể ngờ được rằng How I'm Feeling Now sẽ được ra mắt vào thứ Sáu tuần này!! toàn bộ quá trình này thật là ấn tượng & Tôi cũng thật hạnh phúc khi có các bạn trở thành một phần không thể thiếu trong hành trình đầy sáng tạo này! cùng nhau viết đoạn verse thứ 2 của "anthems" trên insta live, làm nên video ca nhạc của "forever" từ những đoạn clip tuyệt vời của các bạn, các phiên bản phông xanh của "claws", những bản phối lại và chỉnh sửa mà các bạn đã tạo nên sử dụng stems tôi đã đăng (& [tôi đã] phát chúng trên chương trình Apple Music của mình!), chọn lựa những bức ảnh nào để làm cơ sở cho bìa của album, thu thập các tác phẩm nghệ thuật tuyệt vời mà các bạn đã tạo ra, rồi đến việc hỗ trợ tôi với những quyết định sản xuất & còn nhiều điều hơn nữa...tôi sẽ không thể hoàn thiện được album này nếu không có các bạn!howimfeelingnowinbox@gmail.com đã bùng nổ với những con beat, tác phẩm & ý tưởng & thật là cảm hứng trong suốt khoảng thời gian này. Tôi đã khám phá ra FARCE, Whyetc, BVXTR, Jikuroux & và nhiều những nhà sản xuất/người viết nhạc tài năng khác. tôi cũng thật may mắn khi có cơ hội hợp tác với những người nghệ sĩ thị giác như Naked Cherry, Polygon 1993 & nhiều người khác nữa. Hành trình này đã cho tôi mở mang đến những sản phẩm mới & tôi vô cùng biết ơn về điều đó. Tôi không thể tin được rằng album này đã gần như được ra mắt! Chúng ta đã làm được! 🤍"
Là một album pha trộn các dòng nhạc electropop, experimental pop và hyperpop, How I'm Feeling Now tiếp nối phong cách đặc trưng của Charli kể từ khi phát hành EP Vroom Vroom vào năm 2016. Tại đây, cô đã gắn bó với dòng nhạc pop mang hơi thở của tương lai, lấy cảm hứng từ Sophie và những người nghệ sĩ liên quan đến hãng thu PC Music. Phong cách này đôi khi được biết đến với cái tên "bubblegum bass" hoặc "hyper-pop". Kitty Empire của The Guardian mô tả những âm hưởng trong album đậm chất nhạc "club-pop mang tính hình tượng, với sự nhân tạo được thể hiện một cách quyết liệt." Trong khi đó, Jem Aswad của Variety nhận xét rằng phần sản xuất là "một sự pha trộn biến hóa giữa những giai điệu synthesizer lấp lánh, âm bass mạnh mẽ, nhịp điệu dữ dội, những lớp giọng chồng chất và các âm thanh cơ học vỡ vụn." Mặc dù được xem là một album hoàn chỉnh, các nhà phê bình lại cho rằng How I'm Feeling Now gần gũi hơn về mặt phong cách với các mixtape năm 2017 của Charli, Number 1 Angel và Pop 2, bởi tính tự do và thử nghiệm vượt trội so với album Charli (2019) của cô. Charli XCX tự miêu tả album này như "người em út emo đầy điên cuồng của Pop 2." Austin Jones từ Paste nhận định: "Dù những yếu tố âm thanh mang hiệu ứng glitch và tính thể nghiệm của Pop 2 có phần thiếu vắng, Charli đã khéo léo tái sử dụng các kỹ thuật của dòng nhạc Eurotrance những năm thập niên 90, vốn là nền tảng cho sự phát triển âm nhạc của cô."

## Phát hành và quảng bá
Vào ngày 10 tháng 4, Charli XCX đã tải lên các đoạn sample của những ca khúc mới cho album, bao gồm: "Claws", "Enemy", "7 Years" và "Detonate". Cô đã hỏi ý kiến của những người hâm mộ trên Twitter bài nào nên được phát hành, rồi sau đó thông báo rằng "Claws" đã giành chiến thắng và sẽ được phát hành vào tuần sau. Bài hát cuối cùng được ra mắt vào ngày 23 tháng 4. Cùng ngày hôm đó (10 tháng 4), Charli đã phát hành một tập mới của chương trình phát thanh của cô, The Candy Shop, nơi cô đã chơi hai bản demo mới, một là "Breathe Out", và một bản demo chưa có tên, gọi là "KM TM Demo" với phần sản xuất của Sega Bodega, bài hát này được suy đoán có tên là "Asleep". Vào ngày 15 tháng 4, cô tải lên một bức ảnh về các kế hoạch âm nhạc khác nhau, chẳng hạn như viết nhạc trên các nền beat của Palmistry (tên tạm thời là "Where U At", và sau này trở thành "I Finally Understand"), một con beat của Sega Bodega, một của A.G. Cook, và một của Dylan Brady và Nico. Nömak cũng có trong danh sách nhưng đã bị xóa đi. 

### Đĩa đơn
Vào ngày 7 tháng 4 năm 2020, Charli XCX đã chia sẻ những đoạn nhạc ngắn của ca khúc "Forever" trên các phương tiện truyền thông xã hội. Đến ngày 9 tháng 4 năm 2020, cô thông báo rằng "Forever" sẽ được phát hành dưới dạng đĩa đơn đầu tiên của album vào lúc 11:30 tối (múi giờ Thái Bình Dương) và sẽ được ra mắt trên đài podcast BBC Radio 1 với Annie Mac. Bìa chính thức của "Forever" được tạo ra bởi nghệ sĩ người Mỹ Seth Bogart. Hai bìa khác của đĩa cũng được phát hành, do nghệ sĩ người Pháp Regards Coupables và nữ ca sĩ kiêm nhạc sĩ người Mỹ Caroline Polachek thiết kế. Video ca nhạc chính thức của "Forever", tạo nên từ các đoạn clip do những người hâm mộ gửi tới, đã được phát hành vào ngày 17 tháng 4 năm 2020. Ngày 11 tháng 4 năm 2020, Charli thông báo rằng cô đã chọn được ca khúc tiếp theo để làm đĩa đơn thứ hai cho album, tên sẽ là "Claws" hoặc "I Like". Vào ngày 14 tháng 4 năm 2020, cô xác nhận rằng tiêu đề chính thức của bài hát sẽ là "Claws". Video ca nhạc chính thức của "Claws" được đạo diễn và chỉnh sửa từ xa bởi Charlotte Rutherford, với sự góp mặt của bạn trai lúc bấy giờ của Charli, Huck Kwong. Video được cho ra mắt vào ngày 1 tháng 5 năm 2020. Vào ngày 2 tháng 5 năm 2020, Charli tiết lộ rằng cô sẽ phát hành một đĩa đơn thứ ba trước khi album được ra mắt, có tên là "I Finally Understand", và ca khúc này cuối cùng cũng đã được ra mắt vào ngày 7 tháng 5 năm 2020. Vào ngày phát hành album, "Enemy" được trình làng dưới dạng một đĩa đơn quảng bá cho album.

### Lưu diễn
Đến tháng 8 năm 2021, Charli XCX thông báo về ba buổi diễn đặc biệt, được đặt tên là How I'm Feeling Now Tour. Cô đã biểu diễn ở Los Angeles vào ngày 27 tháng 9 năm 2021 tại The Masonic Lodge; New York City vào ngày 1 tháng 10 năm 2021 tại La Poisson Rouge; Luân Đôn vào ngày 24 tháng 10 năm 2021 tại Lafayette.

## Đánh giá chuyên môn
| Đánh giá chuyên môn | Đánh giá chuyên môn |
| Điểm trung bình     | Điểm trung bình     |
| Nguồn               | Đánh giá            |
| ------------------- | ------------------- |
| AnyDecentMusic?     | 7.9/10              |
| Metacritic          | 82/100              |
| Nguồn đánh giá      |                     |
| Nguồn               | Đánh giá            |
| AllMusic            | [ 13 ]              |
| Clash               | 9/10                |
| Crack               | 8/10                |
| The Daily Telegraph | [ 41 ]              |
| DIY                 | [ 42 ]              |
| The Guardian        | [ 43 ]              |
| The Independent     | [ 44 ]              |
| NME                 | [ 18 ]              |
| Pitchfork           | 7.7/10              |
| The Times           | [ 46 ]              |

How I'm Feeling Now nhận được nhiều lời tán dương khen ngợi từ giới phê bình. Trên trang Metacritic, nơi tổng hợp điểm đánh giá trung bình của các nhà phê bình trên thang điểm 100, album đạt được số điểm là 82, dựa trên 16 bài nhận xét.
Neil McCormick đã cho album con điểm tuyệt đối là 5 sao trong bài đánh giá của mình trên The Daily Telegraph, cho rằng album "có sự trực diện, tức thì và gần gũi mà trước đây Charli chưa từng có," Trong khi đó, Salvatore Maicki của The Fader lại nhận định rằng album có sự "liên kết chặt chẽ và chân thành" trong việc khám phá những cảm xúc cực đoan. Hannah Mylrea từ NME mô tả album là một "bộ sưu tập vĩ đại, mang tính thể nghiệm" và khen ngợi khả năng sáng tác những những đoạn hook pop tuyệt đỉnh của Charli, mặc dù phần sản xuất có phần hơi "giòn giã" và mạnh bạo. Tương tự, Megan Warrender từ Clash đã ca ngợi "những âm hưởng mang hơi thở của tương lai, không thể đoán trước được và sở trường cho những đoạn hook pop khó cưỡng", cũng như cách thể hiện "sự dịu dàng và mong manh" của cô. Tom Hull chấm cho album con điểm B+ và nhận xét rằng việc thu âm tại nhà do đại dịch "không cho phép cô sản xuất được những âm hưởng pop phức tạp như thường lệ, nhưng cô đã tăng âm lượng synth lên đủ lớn khiến cho điều đó chẳng còn quan trọng nữa."
Các nhà phê bình đã liên hệ việc sử dụng kiểu cách điệu hóa in thường cho tiêu đề album và tất cả các bài hát với điều kiện hợp tác và ngân sách thấp trong quá trình thực hiện album. Alex Szeptycki của The Arts Fuse cho rằng kiểu chữ này đã góp phần tạo nên cảm giác "tự làm tại nhà" của album. Heather Phares của AllMusic viết rằng việc sử dụng kiểu chữ in thường giúp làm "nắm bắt được cảm giác thời gian vừa bị đóng băng, vừa thoáng qua của cuộc sống cách ly". So sánh với việc sử dụng kiểu chữ in thường của Charli XCX với Ariana Grande, Lana del Rey và Taylor Swift, Kitty Grady của Vice gọi kiểu chữ này như là "một cách viết tắt cho sự chân thực và mong manh" trên Internet, cho phép những người nghệ sĩ "kết nối và thể hiện sự chân thành với khán giả của họ".
Album đã được vinh dự đề cử vào danh sách rút gọn của giải Mercury Prize năm 2020, nhưng lại thua trước album Kiwanuka của Michael Kiwanuka.
Vào tháng 4 năm 2022, Ruby Carter của Clash đã mô tả album này như một "di vật của một thời đại", một "kiệt tác của sự mong manh" và một "biểu tượng của thời gian".

## Danh sách các bài hát
| Danh sách các bài hát của How I'm Feeling Now | Danh sách các bài hát của How I'm Feeling Now | Danh sách các bài hát của How I'm Feeling Now                      | Danh sách các bài hát của How I'm Feeling Now | Danh sách các bài hát của How I'm Feeling Now |
| STT                                           | Nhan đề                                       | Sáng tác                                                           | Sản xuất                                      | Thời lượng                                    |
| --------------------------------------------- | --------------------------------------------- | ------------------------------------------------------------------ | --------------------------------------------- | --------------------------------------------- |
| 1.                                            | "Pink Diamond"                                | Charlotte Aitchison Dijon Duenas Alexander Guy Cook                | Dijon A. G. Cook                              | 2:04                                          |
| 2.                                            | "Forever"                                     | Aitchison Cook BJ Burton                                           | Burton Cook                                   | 4:03                                          |
| 3.                                            | "Claws"                                       | Aitchison Dylan Brady Burton                                       | Brady                                         | 2:29                                          |
| 4.                                            | "7 Years"                                     | Aitchison Cook Burton                                              | Cook Burton                                   | 3:15                                          |
| 5.                                            | "Detonate"                                    | Aitchison Cook                                                     | Cook Burton [a]                               | 3:39                                          |
| 6.                                            | "Enemy"                                       | Aitchison Burton James Stack Eli Teplin                            | Burton                                        | 3:43                                          |
| 7.                                            | "I Finally Understand"                        | Aitchison Benjamin Keating                                         | Palmistry Cook [a]                            | 2:31                                          |
| 8.                                            | "C2.0"                                        | Aitchison Jaan Umru Rothenberg Theron Thomas Tommy Cash Brady Cook | Cook                                          | 3:40                                          |
| 9.                                            | "Party 4 U"                                   | Aitchison Cook                                                     | Cook                                          | 4:56                                          |
| 10.                                           | "Anthems"                                     | Aitchison Brady Danny L Harle The Angels (Charli's fans)           | Brady Harle Burton [a]                        | 2:51                                          |
| 11.                                           | "Visions"                                     | Aitchison Cook Burton                                              | Cook Burton                                   | 3:49                                          |
| Tổng thời lượng:                              | Tổng thời lượng:                              | Tổng thời lượng:                                                   | Tổng thời lượng:                              | 37:00                                         |

Ghi chú
- ^[a]  nghĩa là nhà sản xuất bổ sung.
- "C2.0" chứa phần lời từ "Click" và giọng hát của Kim Petras.

## Đội ngũ sản xuất
Nhạc sĩ
- Charlotte Aitchison – hát chính
- A. G. Cook – lập trình trống (bài hát 1, 2, 4, 5, 7–9, 11), synthesizer (1, 2, 4, 5, 7–9, 11), lập trình (2), mộc cầm (2), bass (7), trống (7), trống bổ sung và lập trình synthesizer (7), hát bè (9)
- Dijon Duenas – lập trình trống và synthesizer (1)
- BJ Burton – lập trình trống (2, 4, 6, 10, 11), synthesizer (2, 4, 6, 10, 11), Moog (5), bass (6), trống (6)
- Dylan Brady – bass (3), lập trình trống (3, 8), trống(3), synthesizer (3), softsynths (8), tiếng ồn (8)
- Eli Teplin – keyboard (6)
- Jim-E Stack – Roland JV-1080 (6)
- Benjamin Keating – hát bè, bass, trống, lập trình trống, synthesizer (7)
- Kim Petras – hát bổ sung (8)
- Jaan Umru – bass, lập trình trống, thiết kế âm synth, "vibes" (8)

Kĩ thuật
- Charlotte Aitchison – sản xuất điều hành, thu âm (tất cả các bài hát), kĩ thuật (1, 2, 4–10)
- BJ Burton – sản xuất điều hành, kĩ thuật (3, 11), sản xuất giọng hát (1, 3, 5, 6, 11)
- A. G. Cook – sản xuất điều hành, kĩ thuật (9), sản xuất giọng hát (5, 7, 11)
- Stuart Hawkes – hoàn chỉnh âm thanh
- Geoff Swan – phối khí
- Niko Battistini – trợ lí kĩ thuật phối khí
- Dylan Brady – sản xuất giọng hát (3)
- Benjamin Keating – sản xuất giọng hát (7)
- Jaan Umru – xử lí giọng hát (8)

## Bảng xếp hạng
| Bảng xếp hạng (2020)                       | Vị trí cao nhất |
| ------------------------------------------ | --------------- |
| Album Úc (ARIA)                            | 37              |
| Album Bỉ (Ultratop Vlaanderen)             | 106             |
| Album Đức (Offizielle Top 100)             | 100             |
| Album Ireland (OCC)                        | 27              |
| Nhật Bản Download Albums (Billboard Japan) | 82              |
| Album Lithuania (AGATA)                    | 64              |
| Album New Zealand (RMNZ)                   | 40              |
| Na Uy Vinyl Albums (VG-lista)              | 27              |
| Album Scotland (OCC)                       | 8               |
| Album Anh Quốc (OCC)                       | 33              |
| Album Hoa Kỳ Billboard 200                 | 111             |

| Bảng xếp hạng (2024)               | Vị trí cao nhất |
| ---------------------------------- | --------------- |
| Croatia International Albums (HDU) | 40              |
| Album Hy Lạp (IFPI)                | 33              |

## Lịch sử phát hành
| Khu vực | Ngày                | Định dạng                       | Hãng thu        |
| ------- | ------------------- | ------------------------------- | --------------- |
| Nhiều   | 15 tháng 5 năm 2020 | Tải kĩ thuật số phát trực tuyến | Atlantic Asylum |
| Nhiều   | 18 tháng 9 năm 2020 | LP CD [ 68 ]                    | Atlantic Asylum |